# Ernst Rüdiger Starhemberg
Pour l’article homonyme, voir Ernst-Rüdiger von Starhemberg.
Ernst Rüdiger Starhemberg (10 mai 1899, Eferding - 15 mars 1956, Schruns) ou Ernst Rüdiger prince de Starhemberg jusqu'à l'abolition de la noblesse en 1919 est un homme d'État autrichien de l'entre-deux-guerres.

## Biographie
Né à Eferding (Haute-Autriche) en 1899, Starhemberg appartient à une vieille famille de la noblesse autrichienne et hérite du titre de prince. Il est l'aîné des fils de la princesse Franziska von Starhemberg.
Partisan de politiques de droite et autoritaires, il rejoint dans sa jeunesse la Heimwehr, devenant rapidement le dirigeant de l'une de ses branches locales. Il est aussi un fervent admirateur de Benito Mussolini et de son gouvernement fasciste.
Au début des années 1920, Starhemberg voyage en Allemagne et a des contacts avec le mouvement nazi naissant. Adolf Hitler utilise activement son statut de noble autrichien pour tenter d'améliorer l'image de son parti et pour s'attirer des appuis riches et influents. Après avoir vu l'échec du putsch de la brasserie en 1923, Starhemberg est déçu par le nazisme et revient en Autriche.
Rejoignant la Heimwehr, Starhemberg devint son dirigeant national en 1930 et fait activement campagne pour faire de l'Autriche un état plus organisé. Finalement, le mouvement de Starhemberg devient suffisamment puissant pour influencer le gouvernement et le chancelier lui donne des gages en le nommant ministre de l'Intérieur en septembre 1930. Starhemberg perd cependant sa position peu après, quand la branche politique de la Heimwehr obtient de mauvais résultats aux élections parlementaires. Sa réputation est de plus ternie quand une branche de la Heimwehr tente de s'emparer de Vienne en 1931.
Quand l'Austrofasciste Engelbert Dollfuss devient chancelier en 1932, Starhemberg revient au gouvernement. À la demande de Dollfuss, Starhemberg travaille à rassembler plusieurs groupements de droite dans un mouvement unique. Il y parvient, aboutissant à la création du puissant Vaterländische Front (Front patriotique). En récompense de ses efforts, Starhemberg est nommé vice-chancelier en mai 1934. Quand Dollfuss est assassiné deux mois plus tard, Starhemberg devient le chef du Vaterland Front.
Il conserve sa position de vice-chancelier dans le gouvernement de Kurt von Schuschnigg et reçoit aussi le portefeuille de ministre de la Sécurité d'État. Avec ces positions, Starhemberg est de fait le deuxième homme le plus puissant d'Autriche. Pendant cette période, il s'efforce de maintenir l'indépendance de l'Autriche et s'oppose vigoureusement au parti nazi autrichien, partisan d'une union avec l'Allemagne. En 1936, cependant, il est chassé du pouvoir par Schuschnigg, en désaccord avec ses idées radicales.
Après l'union de l'Autriche avec l'Allemagne en 1938, Starhemberg s'enfuit de son pays et sert dans les forces aériennes britanniques et de la France libre durant une courte période pendant la Deuxième Guerre mondiale. En 1942, il part pour l'Argentine où il vit jusqu'en 1955. Puis, il revient en Autriche où il meurt, à Schruns, en 1956.

## Source
- (en) Cet article est partiellement ou en totalité issu de l’article de Wikipédia en anglais intitulé « Ernst Rüdiger Starhemberg » (voir la liste des auteurs).